# Seymour Stein
Pour les articles homonymes, voir Stein.
Seymour Stein est un producteur de musique américain né à Brooklyn le 18 avril 1942 et mort le 2 avril 2023 à Los Angeles.

## Biographie

### Jeunesse et début de carrière
Seymour Stein naît à Brooklyn en 1942. Durant son adolescence, il se passionne pour le hit-parade. En 1955, il demande au magazine Billboard, qui maintient les classements des meilleures ventes de disques aux États-Unis, l'autorisation de les recopier manuellement. Deux ans plus tard, il y occupe un emploi de bureau,. Stein est engagé en 1961 par King Records, label fondé par Syd Nathan (en). Entre 1963 et 1966, il travaille pour Red Bird Records (en), le label des auteurs-compositeurs Jerry Leiber et Mike Stoller.

### Sire Records
Seymour Sein cofonde Sire Productions en 1966 avec Richard Gottehrer. L'année suivante, il lance le label Sire Records. À partir de 1970, il distribue aux États-Unis le catalogue du label britannique Blue Horizon. Au cours des années 1970, Stein recrute des artistes comme les Ramones, les Talking Heads, The Dead Boys ou encore Richard Hell and the Voidoids. Stein considère que le terme « punk » risque de limiter l'attrait commercial de ces artistes auprès du grand public. Il écrit aux stations de radio et les encourage à utiliser le terme new wave pour désigner les groupes issus du punk new yorkais. Sire édite également les disques de Madonna, dont Stein fait la connaissance par l'intermédiaire du DJ Mark Kamins. Il signe des groupes britanniques, notamment The Cure et The Smiths, dont Sire distribue les disques aux États-Unis. Warner Bros. Records, label avec lequel Stein a signé un accord de distribution en 1976, acquiert 50 % de Sire Records en 1978, et la totalité en 1980.

## Hommages, récompenses et évocations
En 1998, le groupe écossais Belle and Sebastian évoque dans la chanson Seymour Stein sa rencontre avec lui, peu de temps avant la sortie de son premier album.
En 2005, Seymour Sein est introduit au Rock and Roll Hall of Fame. En 2012, il reçoit le Billboard Icon Award.